# Kesagami Lake
Der Kesagami Lake ist ein See im Cochrane District in der kanadischen Provinz Ontario.

## Lage
Der Kesagami Lake liegt 80 km südlich der James Bay und 140 km nördlich von Cochrane. Der See misst ungefähr 22 km in Nord-Süd-Richtung und 10 km in Ost-West-Richtung. Im Südosten hat er eine 20 km lange schmale Nebenbucht, Newnham Bay, in welche der Kesagami River mündet. Der See hat keine weiteren nennenswerte Zuflüsse. Der Kesagami River verlässt den See am Nordostufer. Der See hat eine Fläche von ungefähr 150 km². Die mittlere Wassertiefe beträgt lediglich zwei Meter. Der 205 m hoch gelegene See liegt im Bereich des Kanadischen Schilds.  
Der See liegt vollständig im Kesagami Provincial Park.

## Seefauna
Der Kesagami Lake ist Ziel von Angel- und Kanutouristen. Diese erreichen den abgelegenen See üblicherweise per Wasserflugzeug. Im See werden hauptsächlich Hecht und Glasaugenbarsch gefangen.